# Cayo Borracho
El Cayo Borracho es la isla más lejana y más septentrional del Parque nacional Morrocoy ubicado a 50 minutos de Chichiriviche, en el Municipio Monseñor Iturriza del estado Falcón al norte de la costa del Mar Caribe de Venezuela. Posee abundante vegetación, rodeada de corales. No ofrece servicios de alquiler de toldos ni restaurante.

## Geografía
Este islote, se encuentra justo al norte de cayo Sal y 4 kilómetros de Chichiriviche. Posee una superficie estimada en 7,49 hectáreas o 74.937,52 m² con un perímetro de 1,33 kilómetros.
Las visitas este cayo se encuentran restringidas debido al hecho de que es refugio y criadero de tortugas marinas en peligro de extinción. Sin embargo, existe un pequeño sector el cual se puede visitar por medio de yates o embarcaciones privadas. Dado que es un sector retirado, es usado informalmente como playa nudista.

## Etimología
Se dice que el nombre de esta isla proviene del hecho de que el oleaje al momento de acceder a la misma produce movimientos en las embarcaciones que causan una sensación similar al mareo característico del consumo excesivo de alcohol.[cita requerida]

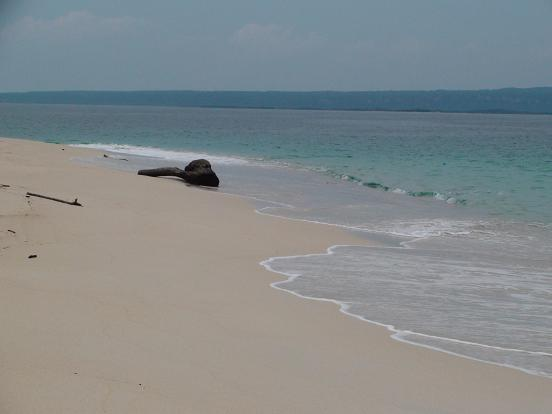
Otra vista de la isla